# Okres Považská Bystrica
Okres Považská Bystrica je jedním z okresů Slovenska. Leží v Trenčínském kraji, v jeho severovýchodní části. Na severu hraničí s okresem Bytča v Žilinském kraji, Púchov a s Českou republikou, na jihu s okresem Ilava a Žilina.